# UY Scuti

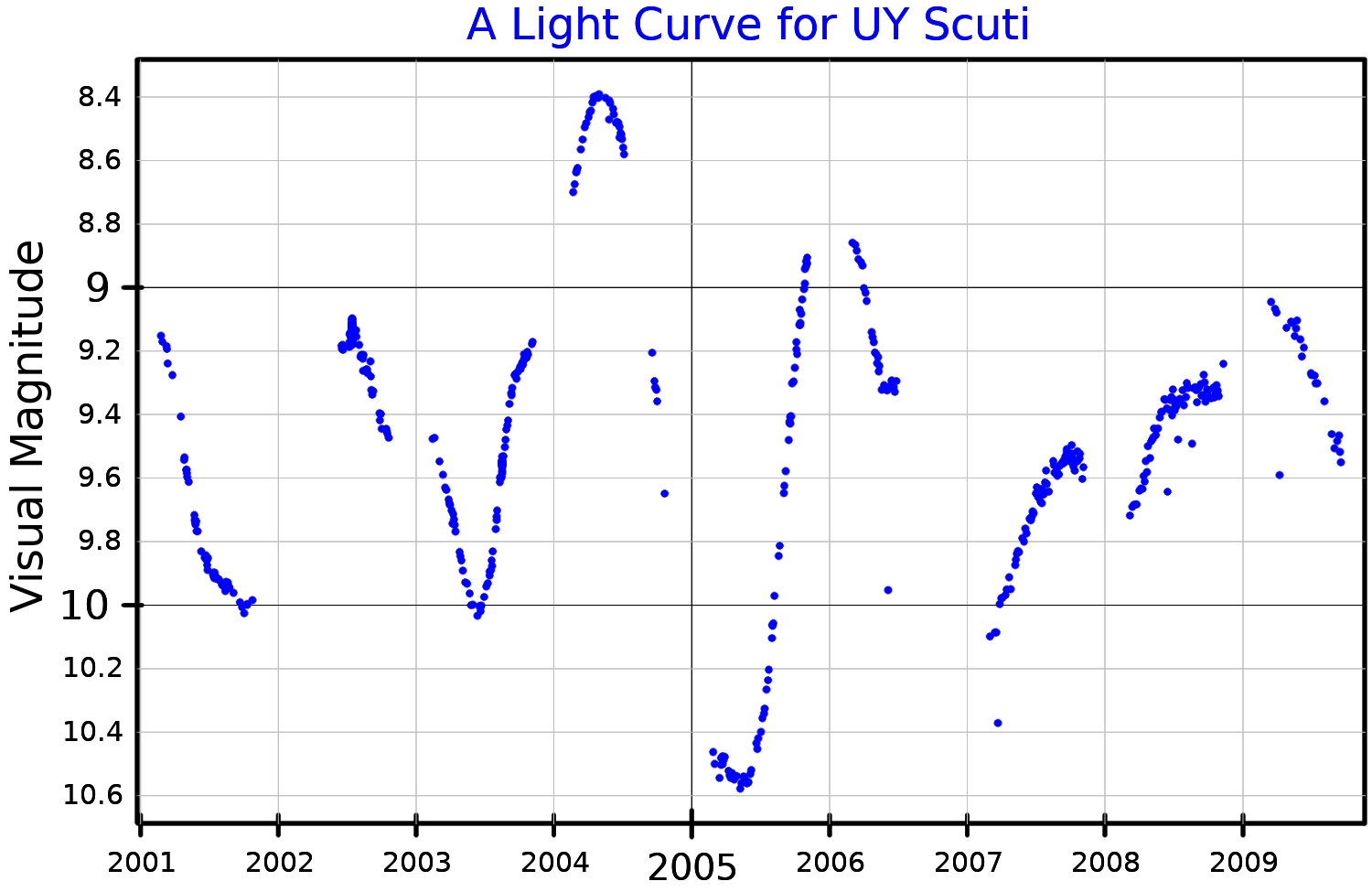
Lichtkromme van UY Sct

UY Scuti is een rode hyperreus en pulserende veranderlijke ster in het sterrenbeeld Schild. De ster werd in 1860 ontdekt door wetenschappers van het observatorium van Bonn.
Enige tijd werd gedacht dat deze ster misschien wel de grootste bekende ster in het heelal was. Het is een ster van de helderste soort. Hij heeft een geschatte diameter van 909 maal de diameter van de zon (1n25 × 109 kilometer, 8.45 astronomische eenheden) dus een volume dat 750 miljoen keer groter is dan dat van de Zon. Het formaat, en daarmee de helderheid, van de ster varieert. UY Scuti staat ongeveer 1,8 kiloparsec (5.871 lichtjaren) van de Aarde. Als de ster in het centrum van het Zonnestelsel zou worden geplaatst, zou de fotosfeer ervan in elk geval tot de baan van Mars reiken. UY Scuti is 124.000 keer helderder dan de Zon, terwijl het oppervlak veel koeler is, bij 3550 K (3277 ° C).